# Hurtigheim
Hurtigheim é uma comuna francesa na região administrativa de Grande Leste, no departamento Baixo Reno. Estende-se por uma área de 4,65 km². Em 2010 a comuna tinha 930 habitantes (densidade: 200 hab./km²).